# 谭炎午
谭炎午（1951年7月31日—），中国湖北省武汉市武昌区人，围棋职业七段棋手。他1982年定为五段，1986年升为七段。他曾获1991年全国围棋个人赛男子组第4名。后曾担任北京棋院副院长，并多次担任围甲联赛北京队的领队和教练。2017年率队夺得围甲联赛冠军。

## 国内比赛成绩
谭炎午先后获得1977年全国围棋个人赛男子组第6名、1991年全国围棋个人赛男子组第4名，1984年第6届新体育杯第4名，1981年国手战第4名、1982年国手战第6名。1993年随北京队夺得第七届全运会围棋男子团体冠军。

## 升段记录
五段：1982年3月。
六段：1984年7月。
七段：1986年4月。